# Callow
Callow (či Callov, v české geologii též Kelloway) je časová jednotka v geologických vědách, označující geologický věk (chronologická jednotka) a stupeň (stratigrafická jednotka) v období střední jury. K roku 2025 je toto období v dějinách planety Země datováno na 165,3 (± 1,1) až 161,5 (± 1,0) milionu let před současností. Jedná se tedy o období dlouhé přibližně 3,8 milionu let, což odpovídá spíše kratším věkům/stupním druhohorní éry. Tomuto stupni předchází stupeň bathon a následuje po něm stupeň oxford.

## Historie
Tato jednotka odvozuje svůj název od latinizované formy (callovium) obce Kellaways Bridge, nacházející se 3 km severovýchodně od města Chippenham v britském hrabství Wiltshire. V roce 1852 toto období definoval francouzský paleontolog Alcide d'Orbigny. Spodní hranicí je výskyt amonita rodu Kepplerites, což je zároveň biozóna druhu Macrocephalites herveyi. Svrchní hranicí je pak v sedimentárním sledu první výskyt amonita druhu Brightia thuouxensis.

## Fauna

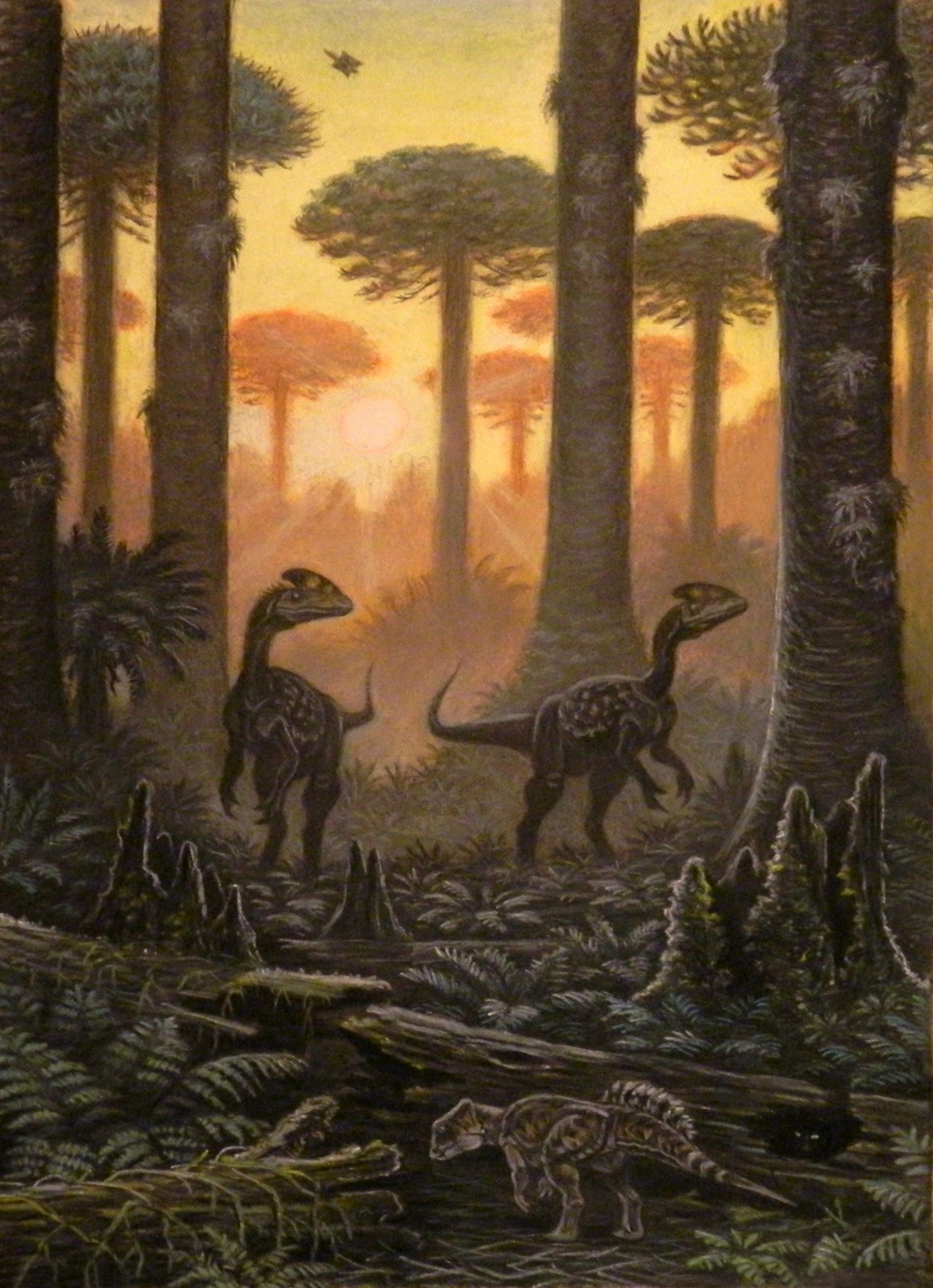
Guanlong a Yinlong, dva dinosauři žijící v období věku callov.

Evropa byla v této době obřím souostrovím v mělkém šelfovém moři. Dlouhodobě dominovali na souších dinosauři. Ze známých geologických souvrství tohoto období, ve kterých nalézáme četné fosilie dinosaurů, lze zmínit například čínské souvrství Š'-šu-kou (Shishugou), z něhož známé například obřího sauropoda druhu Mamenchisaurus sinocanadorum nebo teropodní rody Guanlong, Monolophosaurus a Sinraptor. Na území Střední Asie se rozkládají sedimenty souvrství Balabansaj, z něhož známe například rody Alpkarakush, Ferganasaurus a Ferganocephale. V Evropě spadá do tohoto období například souvrství Ornatenton v Německu, z něhož známe teropoda rodu Wiehenvenator. Ze souvrství Oxford Clay v Anglii byl popsán ornitopodní dinosaurus Callovosaurus, který nese jméno tohoto období.
Kromě dinosaurů dominovaly v tomto období také mnohé formy pterosaurů (například druh Kryptodrakon progenitor) a převážně dravých mořských plazů různých tvarů a velikostí, zejména pak ze skupiny plesiosaurů (například rody Liopleurodon a Cryptoclidus).